# کمال اولی
کمال اولی (نپالی: कोमल ओली؛ زادهٔ 16 April) خواننده فولکلور، گوینده و مجری رادیو، هنرمند و سیاست‌مدار نپالی است.
او به تازگی وارد سیاست نپال شد و یکی از اعضای مجلس ملی نپال به نمایندگی از حزب کمونیست نپال است که سهمیه مخصوص زنان را پر کرده‌است. او در بسیاری از آهنگ‌های محلی آواز خوانده‌است.

## زندگی‌نامه
کمال اولی در ۱۶ آوریل در تیکاری به دنیا آمد، او بزرگ‌ترین فرزند از چهار فرزند خانواده است. او تمام دوران کودکی اش را در شهر خود گذراند و از یک مدرسه محلی فارغ‌التحصیل شد. او در هنگام مدرسه به صورت خودآموز موسیقی آموخته بود. او هرگز ازدواج نکرده و این موضوع توجه زیادی به خود جلب کرده‌است.

## رادیو نپال و خوانندهفولکلور
کمال در مسابقات ملی آواز مردمی 2046 BS که توسط رادیو نپال برگزار شد به مقام دوم دست یافت. در همان سال توسط رادیو نپال قراردادی برای تولید یک آلبوم موسیقی با وی منعقد شد. کمال سپس به کاتماندو نقل مکان کرد و به عنوان گوینده اخبار رادیو نپال استخدام شد.

## موفقیت و شهرت
کمال که گوینده رادیو نپال و خواننده فولکلور بود و صدایش از رادیو به دورافتاده‌ترین مناطق این کشور می‌رسید، به سرعت در نپال به عنوان یک خوانند محبوب با صدای آشنا تبدیل شد. او بیش از ده‌ها آلبوم در طول زندگی حرفه‌ای خود منتشر کرده‌است. علاوه بر این، او علاوه بر این مجری اغلب مراسم عمومی است. کمال همچنین مربی خبرنگاران مشتاق رادیو و تلویزیون است.

## سیاست
کمال اولی در ادامه فعالیت‌هایش از شغل خود در رادیو نپال کناره‌گیری کرد تا با هدف بازگرداندن سلطنت به ایالت هندو به حزب «راستریا پراجاتانترا» Rastriya Prajatantra نپال بپیوندد، وی قبل از انتخابات ۲۰۱۷ نپال، به حزب کمونیست نپال (مارکسیست-لنینیست متحد) پیوست. هنگامی که وی نامش در لیست نامزدهای حزب در انتخابات نیامد، به عنوان یک سیاستمدار مستقل نامزد شورشیان مخالف در حوزه انتخابیه خود شد. بعداً، وی نامزدی خود را پس گرفت و اعلام کرد که از نامزدی حزب حمایت می‌کند.
وی هم‌اکنون به عنوان عضو شورای ملی فعالیت می‌کند. کمال توسط حزب خود برای پر کردن سهمیه رزرو شده زنان از استان محل تولدش معرفی شده‌است.